# Гугарк
Гугарк (грабар Գուգարք (Gugarkʻ)), в иноязычных источниках известен под названиями Гогарена (др.-греч. Γωγᾰρηνή (Gōgărēnḗ) лат. Gōgarēnē груз. გოგარენე (gogarene)) — историческая область в Закавказье, к юго-востоку от излучины Куры. Соответствует современной южной Грузии, северо-восточной Турции и части северной Армении. Являлся пограничной зоной между античной Арменией и Грузией (Иберия): был билингвальной и бикультурной областью. С начала II века до н. э. до конца IV века н. э. — 14-й ашхар (провинция) на севере Великой Армении; позднее, до середины VIII века, территория бывшего ашхара входила в состав Иберии.

## География и топонимика

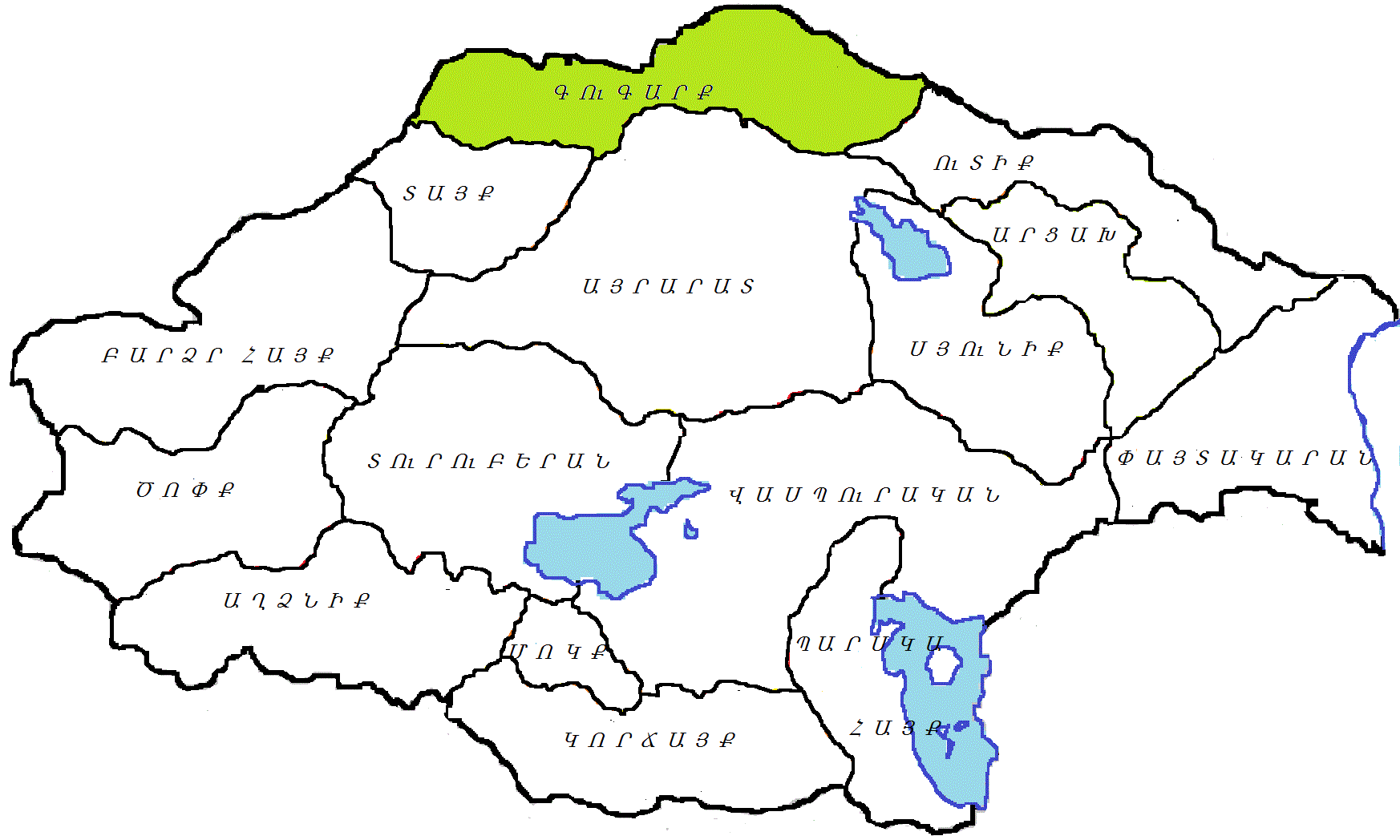
Расположение провинции Гугарк на карте Великой Армении

Г. Хюбшман полагал, что ранней формой топонима было *Gogark’.
Как отмечает Стивен Рапп, в армянских источниках армяно-картвельские пограничные топархии именовалась бдешхство Вирк (Иберия, то есть Картли) или Гугарк. С восточно-иберийского точки зрения, наоборот, регион считалась Арменией, иначе Сомхити. В древнегрузинском языке Армения, особенно Аршакидская и Персармения, как правило обозначались почти идентичным термином Сомхети. Этимология топонима, согласно Рап, происходят от самхрети — юг. Таким образом, картвельцы называли область Сомхити, то есть Армения или южный край, тогда как армяне называли его Вирком (Картли) и, попеременно, Гугарком. «Вирк», с армянского переводится, как верхние, то есть верхний народ, верховина. Соответственно, и как название страны.
Согласно «Армянской географии» («Ашхарацуйц») VII века, в состав Гугарка входили гавары Дзоропор, Богнопор, Нигал, Мруг, Мрит, Кохбопор, Цобопор, Квишапор, Ташир, Манглеацпор, Трехк, Шавшат, Кангарк, Верхний Джавахк, Артаан и Кхарджк.
В Грузии эта же территория была разделена на два эриставата — Самшвилде (Гачиани) и Хунани (Гардабани) — они вместе образовали провинцию Квемо Картли или Нижнюю Иберию, иногда называемый Ташири. Согласно К. Туманову она включала в себе следующие области: Триалети, Гачиани, Гардабани, Ташир и Ашоци.

## Население
Г. Меликишивили полагал, что Гугарк этнически являлся смешанной армяно-грузинской областью. Это мнение поддерживает А. Новосельцев. «Кембриджская история Древнего мира» также считает Гугарк областью, где два народа — армяне и грузины, соприкасались.
Ованес Драсханакертци чаще всего упоминает об области Гугарк и о гугарах вместе с еграми (лазы), грузинами и утиами, и резко отделяет их от армян, говоря: «Наши соседи и народы (азгк) вокруг нас: греки, эгереры, гугары и утии, северные нации, живущие у подножия Кавказа»''. Согласно Г. Хюбшман, вероятно, они принадлежали к грузинскому языковому семейству. Юг страны (Ташир и т. д.), кажется, был армянизирован на ранних стадиях и поэтому в грузинском мире известен как «Сомхети» (от «сомехи» армянин).

## Исторический очерк

### Античность
- Иберийское царство
- Иберийские территории под контролем Ахеменидов (686—333 гг. До н.э.) и Арташесидской Армении (189 г. до н.э.—117 г. н.э.)

Иберийские территории под контролем Ахеменидов (686—333 гг. До н.э.) и Арташесидской Армении (189 г. до н.э.—117 г. н.э.)

Самое раннее упоминание о Гогарене (то есть Гугарк) в античных источниках содержится в «Географии» Страбона (XI, 14, 5), который утверждал, что Гогарена было захвачено Арменией у иберов с возвышением династии Арташесидов. Подробно анализируя это сообщение К. Туманов приходит к выводу, что оно не обязательно относится ко всей территории Гугарка, ибо многие из его областей никогда не были частью Иберии. По мнению Туманова, ряд южных гаваров Гугарка изначально составляли Армению. Это же мнение разделяет Р. Хьюсен. Страбон также причислял Гугарк к сельскохозяйственным регионам Армении.
Арташесиды создали здесь особое наместничество. Гугарк был одним из четырёх бдешхств, или военных наместничеств Армении, защищавших государство от внешних вторжений — в данном случае, со стороны Иберии. Эти бдешхства в иерархии господствующего класса армянского государства занимали положение сразу после царя. По данным Зоранамака, в армию Великой Армении Гугарк направлял до 4,5 тыс. всадников. В «Кембриджской истории Средних веков» величина конницы, поставлявшейся на службу сюзерену, царю Армении, считалось лучшей иллюстрацией политического веса того или иного княжеского дома страны.
В начале I века династия Арташесидов в Армении прекратила своё существование. В последующие десятилетия безвластия, вероятно, Иберия овладела самим бдешхством. В это время Ташир, Ашоцк и лежащие на востоке Джавахк, Артаан и Трехк (Триалети), похоже, были отделены от бдешхства и стали частью Иберии.
После установления власти Аршакидов Армения вернула себе бдешхство: Птолемей, Агатангелос и «Бузандаран патмутюнк» однозначно указывают, что часть бдешхства Гугарк (области Кангарк, Цобопор, Дзоропор, Кохбопор, Джавахк, Ашоцк, Ташир) снова стали частью Армении.
Кхарджк восстал против царя Амазасп II-го и снова вошёл в состав Армении, также, в состав Армении снова вошли ранее утраченные гавары Манглеацпор, Квишапор и Хунаракерт. На территории Дзоропора и Кохбопора, а позднее также Ашоцка и Ташира возникли отдельные княжества и, впоследствии, на этой территории образовались отдельные княжеские владения, вероятно, под управлением младших ветвей династии Гушаридов Гугарка.
Во время окончательного распада Аршакидской Армении к 387 году, бдешхство, вместе с отдельными княжествами (за исключением Ашоцка и, по-видимому, верхней части Ташира), снова перешло к Иберии. Согласно «Армянской географии», от Армении были отторгнуты следующие гавары (весь Гугарк): Дзоропор, Кохбопор, Ташир, Манглеацпор, Квишапор, Богнопор, Шавшат, Цобопор, Трехк, Кангарк, Верхний Джавахк, Артаан и Кхарджк.

### Раннее средневековье

Граница между Византией и Государством Сасанидов в поздней античности (IV—VII вв.).

С IV века в регионе правили члены дома Михранидов. В начале V века Гугарк посетил Месроп Маштоц. Согласно Питеру Коу, его целью являлось распространение грамотности среди армянского населения для сохранения его культурной самобытности после отторжения области от Армении. В 486 году Вахтанг I Горгасали казнил Варскена питиахша, который подчинился персов и перешёл в зороастризм. В качестве резиденции питиахшов служил город Цуртави, который также являся двуязычной армяно-грузинской епархией до церковного раскола между Грузией и Арменией в начале VII века, когда армянский епископ был изгнан католикосом Грузии.
Во время арабского вторжения в Грузию Гугарк оставался в пределах грузинского государства, но с конца VIII века Гугарк вошёл в состав Тбилисского эмирата, отколовшегося от Халифата. С середины IX века западные области Гугарка были отвоёваны иберийскими (грузинскими) Багратидами, а восточные — армянскими Багратидами.
Анна Элизабет Рэдгейт отмечает, что ещё до 876 года будущий монарх, князь князей Армении Ашот I, завладел некоторыми областями Гугарка. Его собственный домен, который простирался на восток через центральную область Айрарат до озера Севан и границы Васпуракана, был увеличен за счёт ряда территорий, в том числе Гугарка. Согласно Ованеса Драсханакертци, Ашот подчинил себе «варварский народ Гугарка и мародеров провинции Ути… и поставил над ними не только князей, но и правителей». 

### Позднее средневековье
В 904 году Гугарк подвергся нашествию царя Абхазии Константина III. В начале X века Ашот II нанёс арабам ряд поражений, освободив от них Багреванд, Ширак, Гугарк, Агстевскую долину. В этот период крепость Шамшульт в Гугарке принадлежала роду Гнтуни. 

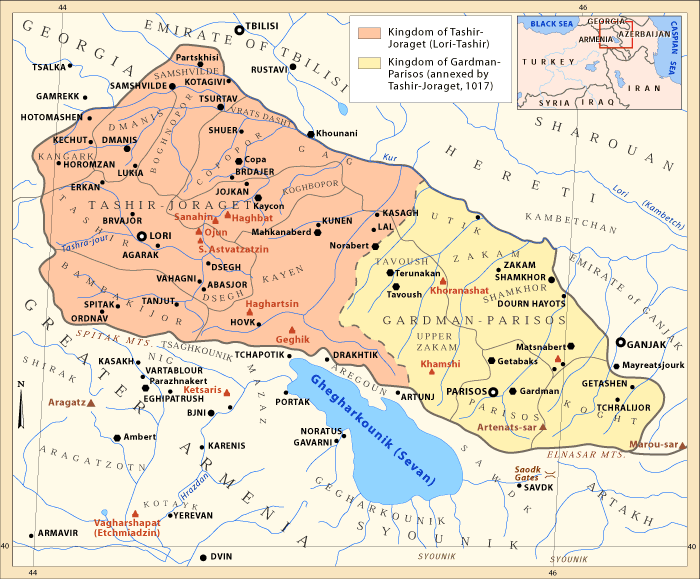
Ташир-Дзорагетское царство в начале XI века

Примерно в 972 году царь Армении Ашот III передал Шамшульт (Самшвилде) и Ташир-Дзорагет своему сыну Гургену (Кюрике I). В 982 году здесь было образовано Ташир-Дзорагетское царство, которым правили представители младшей ветви династии Багратидов — Кюрикянов.
Ташир-Дзорагетское царство занимало большую часть исторического Гугарка. Подобно другим армянским государствам этого периода, оно находилось в вассальной зависимости от Анийского царства. До 1065 года центром царства являлась крепость Шамшульт (Самшвилде); позднее, столица была перенесена в город-крепость Лори. Наибольшего расцвета царство достигло при преемнике Гургена Давиде I Безземельном. Британская энциклопедия отмечает, что Кюрикийское царство в Лори был одним из немногих мест, где после сельджукского завоевания сохранились коренные армянские правители. Согласно «Кембриджской истории Ирана», после завоеваний Алп-Арслана, за исключением Ташира и восточного Сюника, Армения оказалась под владычеством мусульман. В конце XI — начале XII века Ташир-Дзорагетское царство было захвачено сельджуками и прекратило существование.
Между 1110—1123 годами, наряду с другими армянскими землями, восточный Гугарк был освобождён от кочевников царём Грузии Давидом IV Строителем, который передал его грузинскому роду Орбели. После присоединения Лори к Грузии в титулатуре царя Давида был добавлен титул «царь армян». Ефталия Константинидес отмечает, что между 1123—1125 годами был созван Руис-Урбнисский церковный собор, имевший своей целью обращение в диофизитство и интеграцию апостольских армян после завоевания Северной Армении.
В 1236—1237 годах северные и восточные части Армении, которые находились под грузинской короной, были завоеваны монголами. После смерти царицы Русудан в 1245 году началось междуцарствие, во время которого монголы разделили Кавказ на восемь провинций или округов. Территории Грузии и армянских областей Гугарк, Айрарат, Арцах и Сюник, известные как Гурджистанский вилайет, был разделен на восемь туменов.. Сомхити был передан под контроль Ваграм Гагели.

### Новое время
В начале XV века в результате войн Кара-Коюнлу и тяжелых экономических условий жители Араратской долины и Сюника бежали в Грузию. Сильно пострадали и армянские области в составе Грузии: Сомхити, Лори, и.д. Согласно «Очеркам истории СССР»: «Армянское население этих областей бежало в северные пределы Картли и Кахети, и прежние цветущие долины пустовали. Александр I стремился заселить эти земли армянами. В 1436 г. владетель Сюника ишхан Бешкен Орбелян со всеми зависимыми крестьянами в количестве 60 000 человек переселился в Сомхити, сделавшись вассалом Александра I. Снова Лори и окружающие земли стали вотчиной Орбелянов».

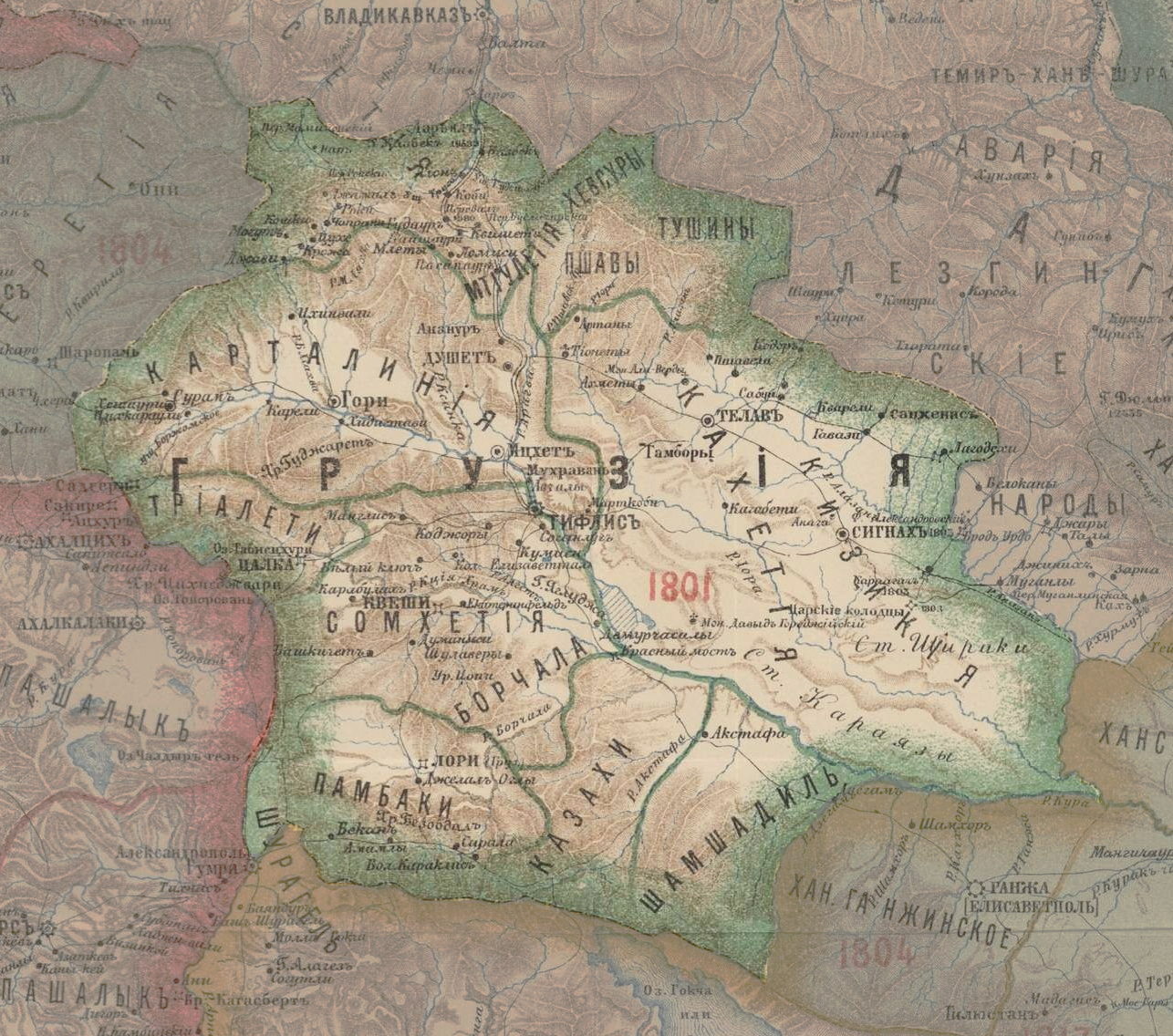
Картли-Кахетинское царство на карте Кавказа с границами 1801—1813 гг.

Между 1463 и 1490 годами единое Грузинское царство распалась на некоторых частей. Лори перешел к Картлийском царстве, последний попал под влияние Сефевидов в результате мира Амасии в 1555 г.. И. Петрушевский отмечает, что в XVI—XVII веках в Лори на севере кавказской Армении всё ещё существовали местные армянские владетели — мелики. В начале XVII века при Аббасе I в Дебедскую долину пришло тюркское племя борчалу, которое и дало этому региону своё название. В 1604 году здесь был создан Борчалинский хаканат (султанство), просуществовавший до XVIII века. В 1724—1728 годах области Лори и Агстева захватила Турция, однако в 1735 году они вновь были возвращены Ирану. После смерти Надир-шаха в 1747 году Кахети и Картли приобрели независимость, а в 1762 году объединились в единое государство во главе Ираклия II.
Сомхетия в составе Грузии отошла к России в 1801 году, в составе Грузинской (1801—1840), Грузино-Имеретинской (1840—1846) и Тифлисской губернии (1846—1917).
После установления независимости в Армении и Грузии разногласия о принадлежности Борчалинского уезда и ряд других пограничных споров привели к краткой войне между двумя странами в декабре 1918 года.

## Культурно-историческое наследие
| |  |                                                                |  |                                                  |  | |  |                           |
| Одна из самых ранних сохранившихся надписей на грузинском алфавите (хуцури) из церкви Болниси Сиони. Датируется 492—493 гг.. (Болнисский муниципалитет Грузии) |  | Армянский монастырь Одзун, VI век. (Лорийская область Армении) |  | Армяно-халкидонский монастырь Пгндзаанк (Ахтала) |  | Санаин (X—XIII вв.) — памятник армянской архитектуры, средневековый монастырь, один из главных средневековых культурных центров Северной Армении |  | Ахпатский монастырь, X в. |